# Костелец (Краловеградецкий край)
Костелец (чеш. Kostelec, бывш. нем. Kosteletz) — муниципалитет на севере Чешской Республики, в Краловеградецком крае. Входит в состав района Йичин.
Один из самых малонаселённых муниципалитетов Чехии.

## География
Расположен на расстоянии 6,5 км к юго-западу от Йичина и в 40,5 км к северо-западу от центра города Градец-Кралове.
Граничит с муниципалитетами Хийице (с северо-запада), Велиш (с севера), Старе-Мисто (с северо-востока) и Йичиневес (с юга и востока).
Связан автобусным сообщением с городом Йичин (остановка находится на южной стороне муниципалитета).
Неподалёку расположен остановочный пункт Йичиневес железнодорожной линии Йичин — Нимбурк.

## Достопримечательности
- Костёл Вознесения Девы Марии со звонницей, вероятно, 1717—1721 годов[5].
- Колонна со статуей непорочно зачатой Девы Марии, относящаяся к середине XVIII века.
- Колонна со статуей святого Яна Непомуцкого.

## История
Костёл впервые упоминается в 1320 году, хотя некоторые детали на боковом средневековом портале могут датироваться серединой XIII века.
С 1960 по 1990 год Костелец был частью муниципалитета Йичиневес, в остальное время — самостоятельный муниципалитет.

### Изменение административного подчинения
- 1850 год — Австрийская империя, Богемия, край Йичин, политический и судебный район Йичин;
- 1855 год — Австрийская империя, Богемия, край Йичин, судебный район Йичин;
- 1868 год — Австро-Венгрия, Цислейтания, Богемия, край Йичин, политический и судебный район Йичин[8];
- 1920 год — Чехословацкая Республика, Младоболеславская жупания[чеш.], политический и судебный район Йичин;
- 1928 год — Чехословацкая Республика, Чешская земля, политический и судебный район Йичин;
- 1939 год — Протекторат Богемии и Моравии, Богемия, область Йичин, политический и судебный район Йичин[9];
- 1945 год — Чехословацкая Республика, Чешская земля, административный и судебный район Йичин[10];
- 1949 год — Чехословацкая республика, Градецкий край, район Йичин[11];
- 1960 год — ЧССР, Восточно-Чешский край, район Йичин;
- 2003 год — Чехия, Краловеградецкий край, район Йичин, ОРП Йичин.

## Население
| Год  | Численность | Численность |
| ---- | ----------- | ----------- |
| 1869 | 126         | [ 12 ]      |
| 1880 | 113         | [ 12 ]      |
| 1890 | 127         | [ 12 ]      |
| 1900 | 106         | [ 12 ]      |
| 1910 | 139         | [ 12 ]      |
| 1921 | 140         | [ 12 ]      |
| 1930 | 126         | [ 12 ]      |
| 1950 | 95          | [ 12 ]      |
| 1961 | 68          | [ 12 ]      |
| 1970 | 66          | [ 12 ]      |
| 1980 | 63          | [ 12 ]      |
| 1991 | 52          | [ 12 ]      |
| 2001 | 42          | [ 12 ]      |
| 2014 | 42          | [ 13 ]      |
| 2016 | 38          | [ 14 ]      |
| 2017 | 37          | [ 15 ]      |
| 2018 | 36          | [ 16 ]      |
| 2019 | 37          | [ 17 ]      |
| 2020 | 37          | [ 18 ]      |
| 2021 | 37          | [ 19 ]      |
| 2022 | 38          | [ 20 ]      |
| 2023 | 38          | [ 21 ]      |
| 2024 | 38          | [ 22 ]      |
| 2025 | 38          | [ 3 ]       |

По переписи 2011 года в селе проживало 40 жителей (из них 34 чеха и 5 не указавших национальность, в 2001 году — 90,5 % чехов, 4,8 % словаков и 4,8 % цыган), из них 18 мужчин и 22 женщины (средний возраст — 44,6 года).
Из 33 человек старше 14 лет 1 не имел образования, 10 имели базовое (в том числе неоконченное) образование, 17 — среднее, включая учеников (из них 7 — с аттестатом зрелости), 2 — высшее (магистры).
Из 40 человек 17 были экономически активны (в том числе 1 работающий пенсионер), 21 — неактивны (12 неработающих пенсионеров, 4 иждивенца и 5 учащихся).
Из 17 работающих 4 работали в промышленности, 3 — в образовании, по 2 — в сельском хозяйстве и в торговле и авторемонте, по одному — в транспортно-складской отрасли, в информатике и связи и в риелторской, научной и управленческой сфере.